# Festival Lumière 2018
Le Festival Lumière 2018 est la dixième édition du Festival Lumière.

## Déroulement et faits marquants
La dixième édition du festival a eu lieu du 13 au 21 octobre 2018 avec 185 000 festivaliers qui ont assisté à 424 séances dans 60 lieux de la métropole lyonnaise.

### Prix Lumière
Le prix Lumière est remis à Jane Fonda le vendredi 19 octobre par Constantin Costa Gavras. Âgée de 80 ans, elle est la deuxième femme à recevoir le trophée après Catherine Deneuve en 2016.

### Rétrospectives
- Une légende d'Hollywood : Richard Thorpe (sept films)
- Henri Decoin : quinze films
- Histoire permanente des femmes cinéastes : Muriel Box et l'Angleterre des années 1950

### Événements, hommages
- Soirée d'ouverture : pour ses 30 ans, projection du film Itinéraire d'un enfant gâté (1988) de Claude Lelouch
- Séance de clôture : projection du film Les Raisins de la colère (1939) de John Ford en présence de Jane Fonda, en hommage à son père[4]
- Séance jeune public : Qui veut la peau de Roger Rabbit (1988) de Robert Zemeckis à l'Auditorium de Lyon
- Séance famille : ciné-concert Le Kid (1921) de Charlie Chaplin au piano par Maud Nelissen
- Deux nuits (19h00–07h30) Le Seigneur des Anneaux : les trois films de Peter Jackson en versions longues, La Communauté de l'anneau (2001), Les Deux Tours (2002) et Le Retour du Roi (2003)
- Sixième édition du Marché International du Film Classique
- Liv Ullmann, lumière du Nord
- Hommage à Peter Bogdanovich : livres, films, documentaires

### Prix
- 5e Prix Raymond Chirat : Stéphane Lerouge[5]
- 7e Prix Bernard Chardère : Lucien Logette[6]
- 3e Prix Fabienne Vonier : Michèle Ray-Gavras[7]